# ویکی‌پدیای سیلزیایی
ویکی‌پدیای سیلزیایی (به سیلزیایی: Ślōnskŏ Wikipedyjŏ) نسخه سیلزیایی وب‌گاه ویکی‌پدیا است که در ۲۶ می، ۲۰۰۸ ایجاد شده‌است.
تا تاریخ ۱۵ ژوئیه ۲۰۱۱ این دانش‌نامه با ۱٬۹۴۱ مقاله در رتبهٔ صدوهفتادوهشتم ویکی‌پدیاها قرار دارد.